# Górno-Zawada
Górno-Zawada – wieś w Polsce położona w województwie świętokrzyskim, w powiecie kieleckim, w gminie Górno.
W latach 1975–1998 miejscowość administracyjnie należała do województwa kieleckiego.